# طريق مختصر (فلم)
طريق مختصر (بالإنجليزية: Short Cuts) هو فيلم كوميدي دراما أمريكي من إخراج روبرت ألتمان وبطولة آندي ماكدويل، بروس ديفيسون، جوليان مور، ماثيو مودين، آن ارتشر، فرد وارد وجينيفر جيسون لي.

## وصلات خارجية
- طريق مختصر على موقع IMDb (الإنجليزية)
- طريق مختصر على موقع ميتاكريتيك (الإنجليزية)
- طريق مختصر على موقع الموسوعة البريطانية (الإنجليزية)
- طريق مختصر على موقع روتن توميتوز (الإنجليزية)
- طريق مختصر على موقع نتفليكس (الإنجليزية)
- طريق مختصر على موقع ألو سيني (الفرنسية)
- طريق مختصر على موقع Turner Classic Movies (الإنجليزية)
- طريق مختصر على موقع أول موفي (الإنجليزية)
- طريق مختصر على موقع بوكس أوفيس موجو (الإنجليزية)
- طريق مختصر على موقع فيلمافينيتي (الإسبانية)